# Chemicals
Chemicals är Mindjives första och enda studioalbum, utgivet av Burning Heart Records 1996.

## Låtlista[1]
1. "Package Design" - 3:51
2. "Mobile" - 3:08
3. "Power Driven" - 2:25
4. "Supercharged" - 3:24
5. "Kamikaze" - 3:38
6. "Disabled" - 2:45
7. "Angel" - 2:18
8. "The Virus" - 3:46
9. "Pleasure Trip" - 4:41
10. "Lay It on Thick" - 1:05
11. "Jamfuel" - 3:44
12. "Atmospheres" - 5:10